# Dirico
Dirico ist eine Kleinstadt (Vila) und ein Kreis (Município) der Provinz Cuando im Südosten Angolas. Der Kreis grenzt an Namibia.

## Verkehr
Dirico liegt sehr abgelegen und ist über das Straßennetz nur schwer erreichbar. Der Flugplatz Dirico liegt am westlichen Rand des Ortes.
Die Provinzregierung richtet auf den Flüssen der Region ein System von Verkehrsschiffen ein, um den unzureichenden regionalen Verkehrsverbindungen zu begegnen. Dirico wird ein Haltepunkt zweier geplanter Verbindungen über den Cubango (Stand November 2013).